# یاسوتاکا هومما
یاسوتاکا هومما (ژاپنی: 本間 康貴؛ زادهٔ ۶ ژوئن ۱۹۸۳) یک بازیکن فوتبال اهل ژاپن است.
از باشگاه‌هایی که در آن بازی کرده‌است می‌توان به باشگاه فوتبال توکوشیما ورتیس اشاره کرد.